# Jean-Jacques Ekindi
Jean-Jacques Ekindi, né à Douala, est un homme politique camerounais, ancien président du Mouvement progressiste (MP), un parti d'opposition.

## Biographie
Fils du Dr Dioh Ekindi et de Kwin Suzanne Ekindi née Mutomè, Jean Jacques Ekindi est inscrit en 1950 à l’école de Sa'a (département de la Lékié, Cameroun). Deux ans plus tard, il revient à Douala poursuivre ses classes à l’école principale de Deido.
Reçu au concours d’entrée au Lycée Leclerc de Yaoundé en 1956, il rejoint 24 mois après le Lycée Marcel Roby à Saint-Germain-en-Laye. S’ensuivent des classes préparatoires – hypotaupe et taupe – au Lycée Louis Le Grand à Paris. Son parcours s’achève par un diplôme d’ingénieur de l’École polytechnique de Paris, un diplôme d’ingénieur de l’École des Mines de Paris et un certificat de maîtrise d’ouvrage en urbanisme. Il est le troisième diplômé africain noir de l'École polytechnique et de l'École des mines.
Il rentre au Cameroun à la fin de ses études. L’enrôlement politique commence dans son pays d’accueil : Jean-Jacques Ekindi est vice-président de l’Union Nationale des Étudiants Kamerunais (UNEK – mouvement estudiantin proche de l’UPC alors interdite au Cameroun) à la fin des années 1960. Chargé de l’information et de la rédaction en chef de la revue L’Étudiant du Kamerun, il y exprime ses opinions au travers de nombreux articles. Contestataire né, le mouvement de mai 1968 trouve en lui un véritable écho. Outre ses prises de position et son militantisme au sein de l’UPC, il ne fait aucun doute que sa prise de parole tranchante à une session de la commission nationale des bourses en 1970 à Yaoundé, lui vaut d’être appréhendé par la police politique et incarcéré à la fameuse BMM (Brigade Mobile Mixte) de Yaoundé. Jugement rapide du Tribunal Militaire de Yaoundé, Jean-Jacques Ekindi est inculpé pour « subversion et atteinte à la sûreté de l’État ». Il est condamné à cinq ans d’emprisonnement avec un sursis de trois ans et une amende. Il effectuera seize mois de prison ferme à Yaoundé et à Batouri, sous le régime de « l’assignation à résidence dans la prison ».

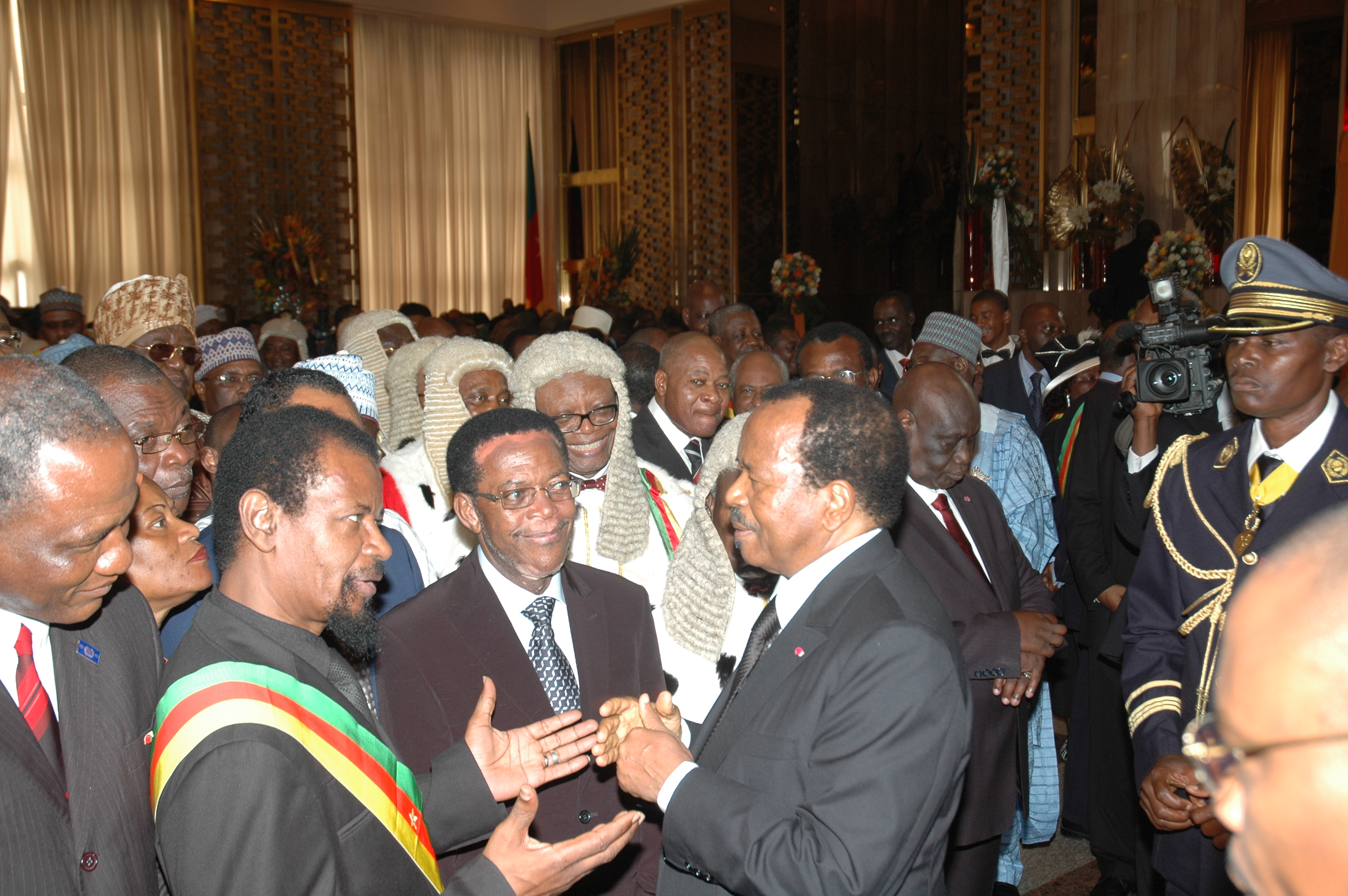
Jean Jacques Ekindi (avec une écharpe tricolore) en compagnie de Jean Nkuete et Paul Biya.

L’arrivée de Paul Biya au pouvoir en 1982 lui donne un nouvel espoir. En 1986, Jean Jacques Ekindi opte pour le Rdpc et milite quelques mois au sein du parti unique avant de remporter haut la main l’élection à la présidence de la prestigieuse section départementale du Wouri (ville de Douala et ses environs) devant des caciques de cette ville. Coopté au Comité Central de ce parti en 1988 ainsi qu’à la Commission des affaires politiques au Congrès (1990), il crée un courant progressiste au sein du Rdpc. Lors de la compétition municipale de 1987, Jean-Jacques Ekindi, tête de liste, remporte une victoire écrasante contre la liste conduite par le Président du Conseil Municipal de Douala. Mais le parti refuse son investiture au poste de Maire de Douala. Son colistier Dooh Priso est investi maire sans avoir eu à donner son avis sur la question.
Aux législatives de 1988, il est à nouveau écarté de « sa » propre liste par un décret de non-cumul de fonctions qui ne s’appliqua guère qu’à lui-même et à un ou deux autres candidats. En 1990, il est son propre successeur à la présidence de la section Rdpc du Wouri. Le 21 mai 1991, courroucés par les méthodes du Rdpc, il quitte le Rdpc et crée le Mouvement progressiste (MP). Pour la première fois, il s’oppose à Paul Biya lors de la présidentielle de 1992 et acquiert ainsi son surnom de Chasseur du Lion. Les premières élections pluralistes du Cameroun sont très suivies. L’homme est charismatique, ses sorties sont médiatiques, ses coups de gueule marquent les esprits. Il fait montre de courage en défiant « l’homme lion » et ses forces armées. Résultats, après trois prestations radiodiffusées et télévisées, Jean-Jacques Ekindi est strictement interdit d’antenne. Le résultat des élections est sans appel pour lui, seuls restent en lice Ni John Fru Ndi du SDF et le Président sortant Paul Biya. Les affaires du Chasseur de Lion périclitent. Son activisme au sein de l’opposition lui vaut quelques déconvenues au rang desquelles, la « Fessée nationale souveraine » qu’il reçoit en compagnie d’autres leaders de l’opposition et de la société civile à la brigade de gendarmerie du port. Leur crime : une marche pour revendiquer la « Conférence nationale souveraine » au nom du Directoire, organe dirigeant du rassemblement des partis de l’opposition et des associations dont il était Secrétaire Général.
En 1996, il se présente à nouveau aux élections municipales de Douala et n’obtient que quatre sièges. Il refusera de siéger. En juillet 2007, il est élu député de Douala. Sa joie est de courte durée car quelques mois seulement après son élection, sa femme, son chauffeur et garde du corps et sa mère décèdent. Son élection fait néanmoins grand bruit dans la presse et suscite beaucoup d’enthousiasme. Les rumeurs de son entrée au gouvernement n’ont pas cessé depuis lors, d’autant plus qu’il a changé de ton et qu’il s’est illustré à plusieurs reprises avec le Président Paul Biya dans des apartés sibyllins.
Outre son rôle de député et de conseiller municipal, Jean-Jacques Ekindi est également Secrétaire de la Commission des Finances de l’Assemblée et membre de l'Union interparlementaire. Depuis 2009, il est le principal promoteur, avec le soutien du gouvernement, de la Foire Internationale de Douala pour le Développement.
Sur le plan professionnel, il a vendu ses services à des entreprises françaises de grande renommée dès la fin de ses études, notamment le groupe Société Générale, puis chez Arthur Andersen en qualité de consultant, avant de se lancer dans les affaires.
En avril 2020, Jean-Jacques Ekindi démissionne de son parti pour rejoindre le RDPC.

## Publication
- Politiques du Cameroun et d'Afrique, Les Défis, Éditions Amalthée, 2011, 458 p.  (ISBN 9782310008440)